# Jakobsberg
För andra betydelser, se Jakobsberg (olika betydelser).
Jakobsberg  är en kommundel i Järfälla kommun. Den utgör Järfälla kommuns kommersiella och administrativa centrum. Den ligger drygt 15 km norr om centrala Stockholm och hade 32 643 invånare år 2022. Jakobsberg ingår, liksom övrig tätbebyggelse inom kommunen, i tätorten Stockholm.

## Jakobsbergs säteri och Jakobsbergs folkhögskola

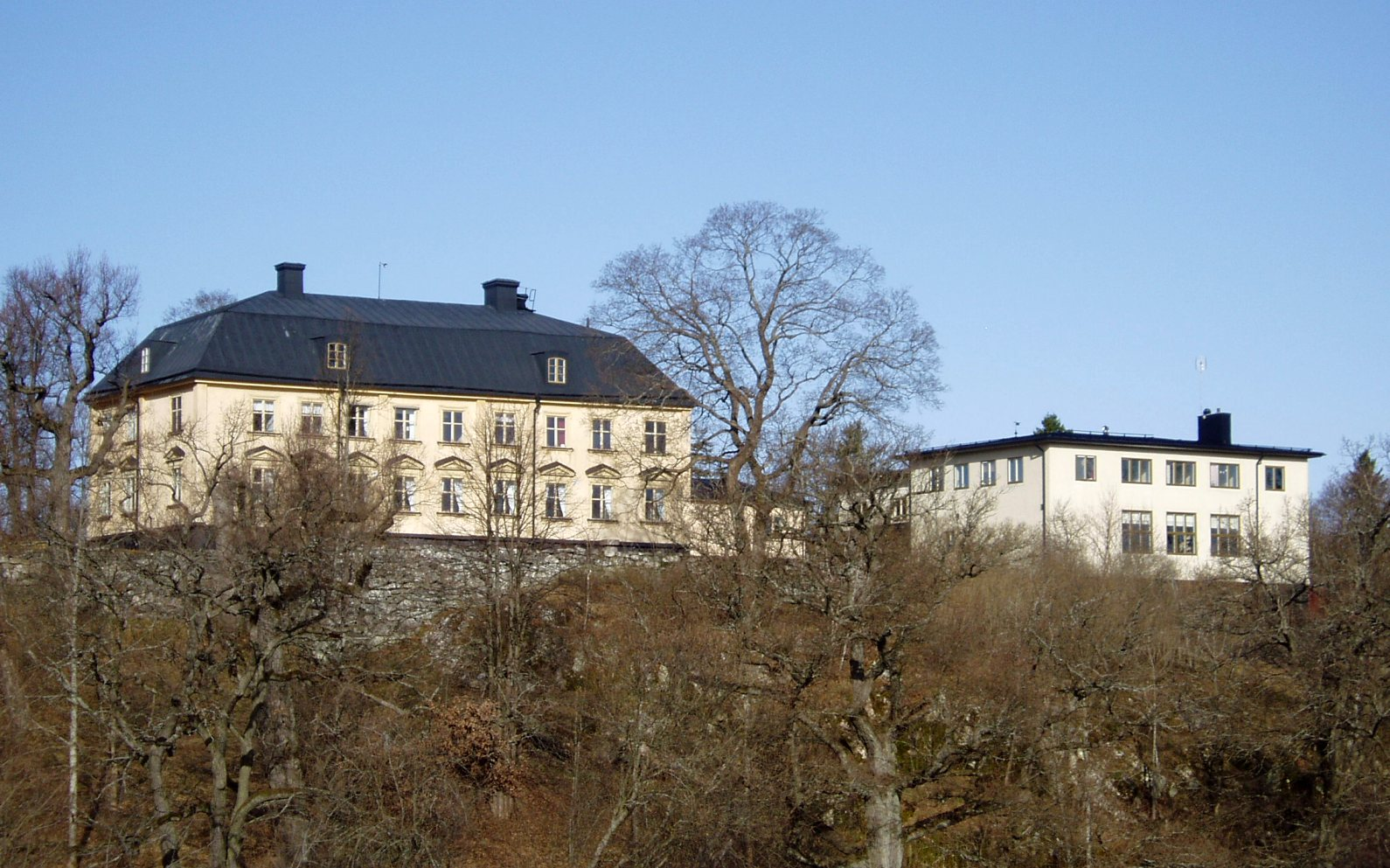
Gården Jakobsberg nordväst om Stockholm, som är uppkallad efter Jakob Lilliehöök. I Jakobsbergs gård finns sedan 1919 Jakobsbergs folkhögskola.

Jakobsbergs säteri har gett namn åt samhället Jakobsberg, som har byggts upp på mark som avstyckats från den gamla gården. Jakobsbergs gård är därför en viktig del av det moderna samhällets historia. Fram till in på 1900-talet var Jakobsbergs gård en av Järfällas största gårdar. Några av de andra större gårdarna i Järfälla är Ulvsättra gård, Molnsättra gård och Säby gård.  
Gården Jakobsberg nordväst om Stockholm är uppkallad efter majoren friherre Jakob Lilliehöök af Fårdala (1633-1657). Han gifte sig i mars 1657 med friherrinnan Brita Cruus (1641-1716). Till bröllopet skänkte Lilliehöök då sin sätesgård Vibble i morgongåva till makan och han skrev sig då för övrigt i brevet som herre till Fårdala och Vibble. Redan 1642 hade Jakob Lilliehöök ärvt gårdarna i Vibble. Jakob Lilliehöök avled redan samma år, ett halvår efter bröllopet, i oktober 1657. Då hade säteriet börjat anläggas på Vibbles mark. Änkan gav gården (säteriet) namnet Jakobsberg för att hedra sin make. Den ägdes och beboddes mellan 1772 och 1781 av mätressen Catarina Ebba Horn af Åminne. 
I Jakobsbergs gård finns sedan 1919 Jakobsbergs folkhögskola. Brita Cruus bodde på Jakobsberg som änka i nästan 60 år. Hon lät själv bruka Jakobsberg till 1690-talets slut, och hon avled 1716. Man har träffat på namnet första gången i ett bytesbrev 1662. Först så småningom kom namnet in i jordeböckerna, Jacobsberg eller Wijble 1715. Det officiella namnet var Vibbla eller Jakobsberg ännu i beskrivningen år 1905 till den ekonomiska kartan 1902.

## Jakobsbergs kvarn

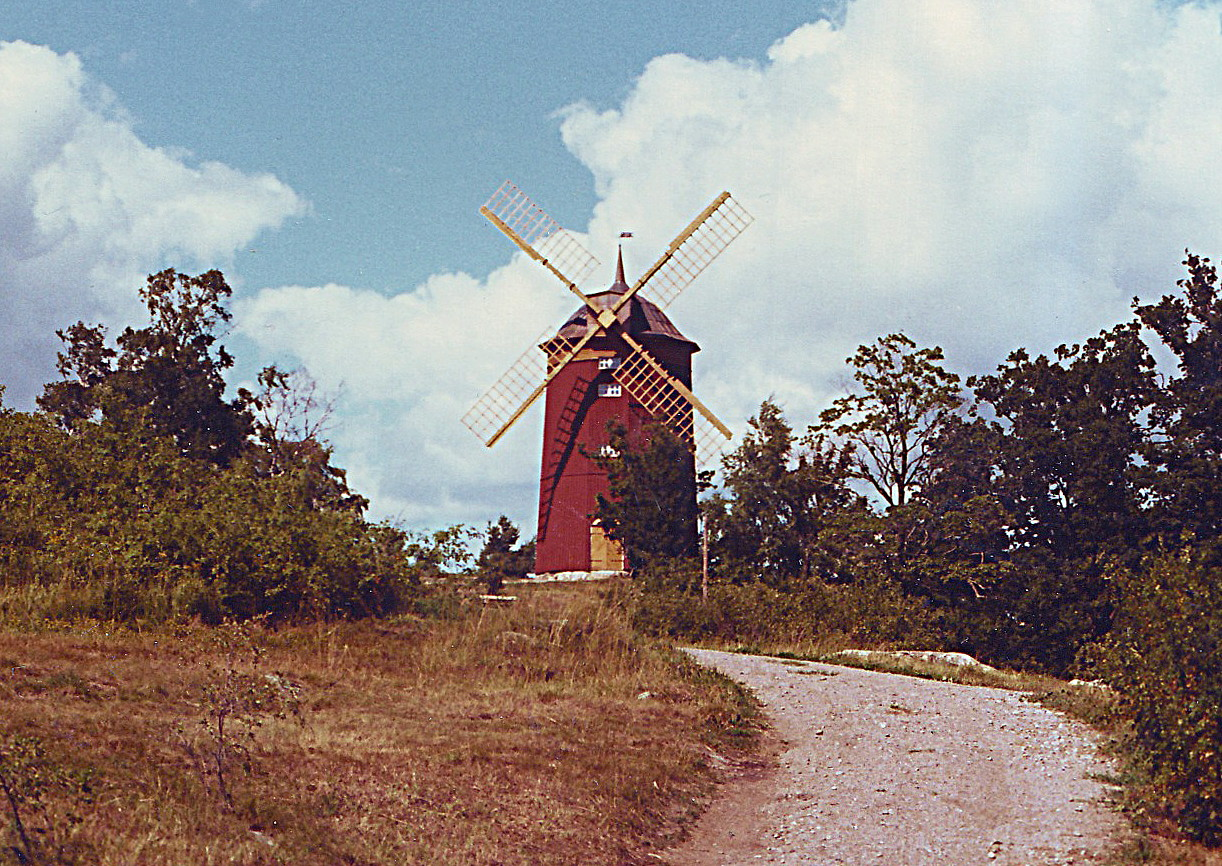
Jakobsbergs kvarn, 1979.

Ett av Jakobsbergs landmärken var Jakobsbergs kvarn på Kvarnbacken. Det har funnits en väderkvarn på Kvarnbacken sedan 1780-talet. I början av 1800-talet ersattes den förmodligen av en nyare modell. Kvarnen användes fram till 1920-talet men är idag ägd av Järfälla kommun. På kvarnbacken firas valborg och midsommar. Kvarnen har brunnit tre gånger, maj 1980, 1997 och 2005. Efter den senaste branden byggdes det aldrig en ny kvarn. Nu finns endast grunden kvar. De båda kvarnarna från 1997 och 2005 var uppförda som kopior av den kvarn som förstördes i maj 1980.
Vid Kvarnbackens sluttning finns det gravfält med cirka 90 synliga anläggningar. Gravfältet är kommunens största järnåldersgravfält. Gravarna är tydliga och lätta att se. Det har ett typiskt utseende från yngre järnålder med sina högar och  runda stensättningar. Gravfältet kan knytas till Vibble by på vars ägor Jakobsbergs säteri bildades på 1600-talet. Högst upp på kullen låg kvarnen, som brann ner 1980.

## Jakobsbergs centrum

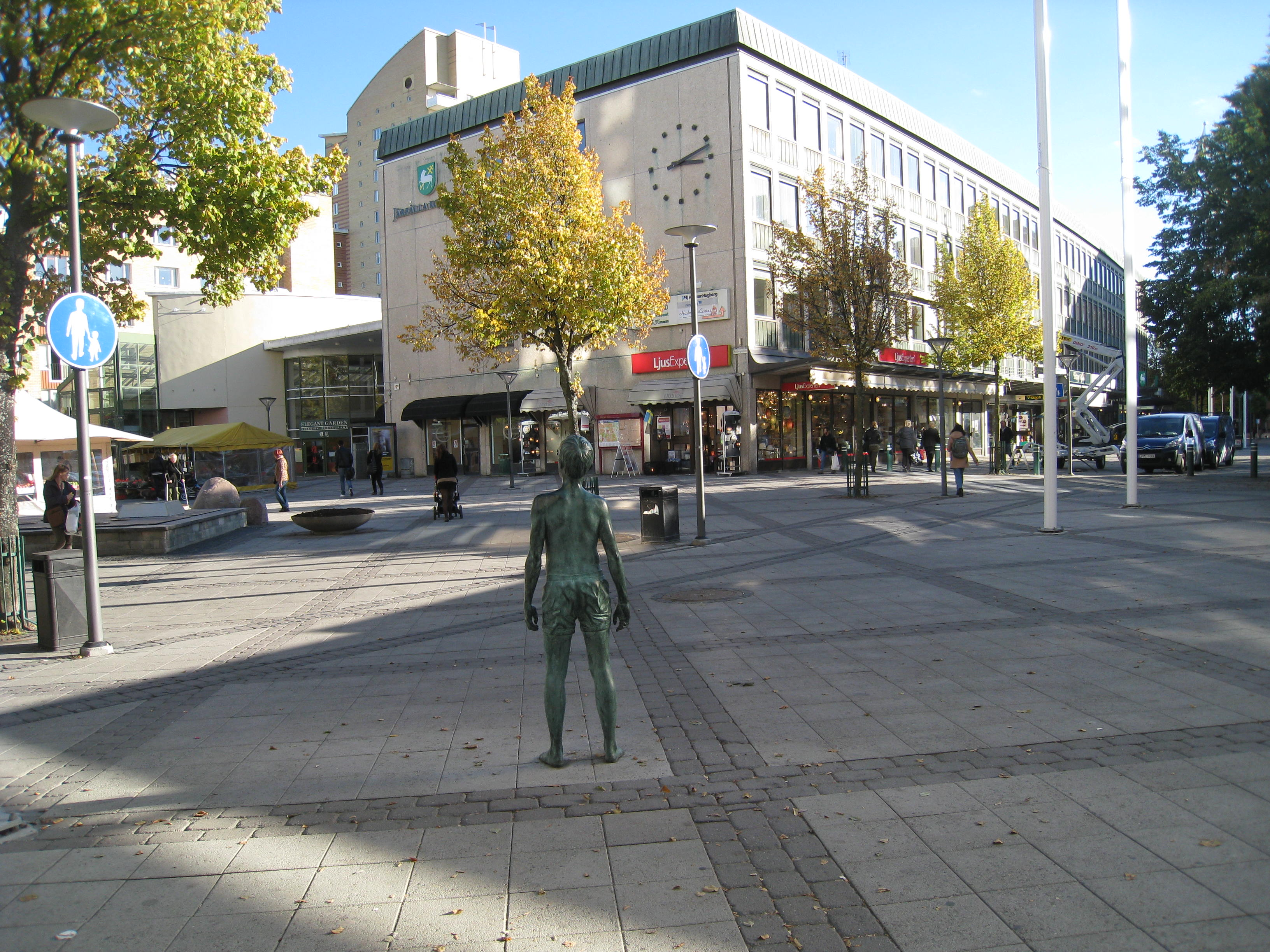
Jakobsbergs Centrum med kommunhuset till höger och i förgrunden bronsskulpturen "Pojken" av Lars Nilsson. Skulpturen står vid Riddarplatsen i Jakobsbergs Centrum i Järfälla kommun och donerades 2013 till kommunen av HSB Norra Stor-Stockholm samt invigdes den 23 maj 2013. Foto från 2014.

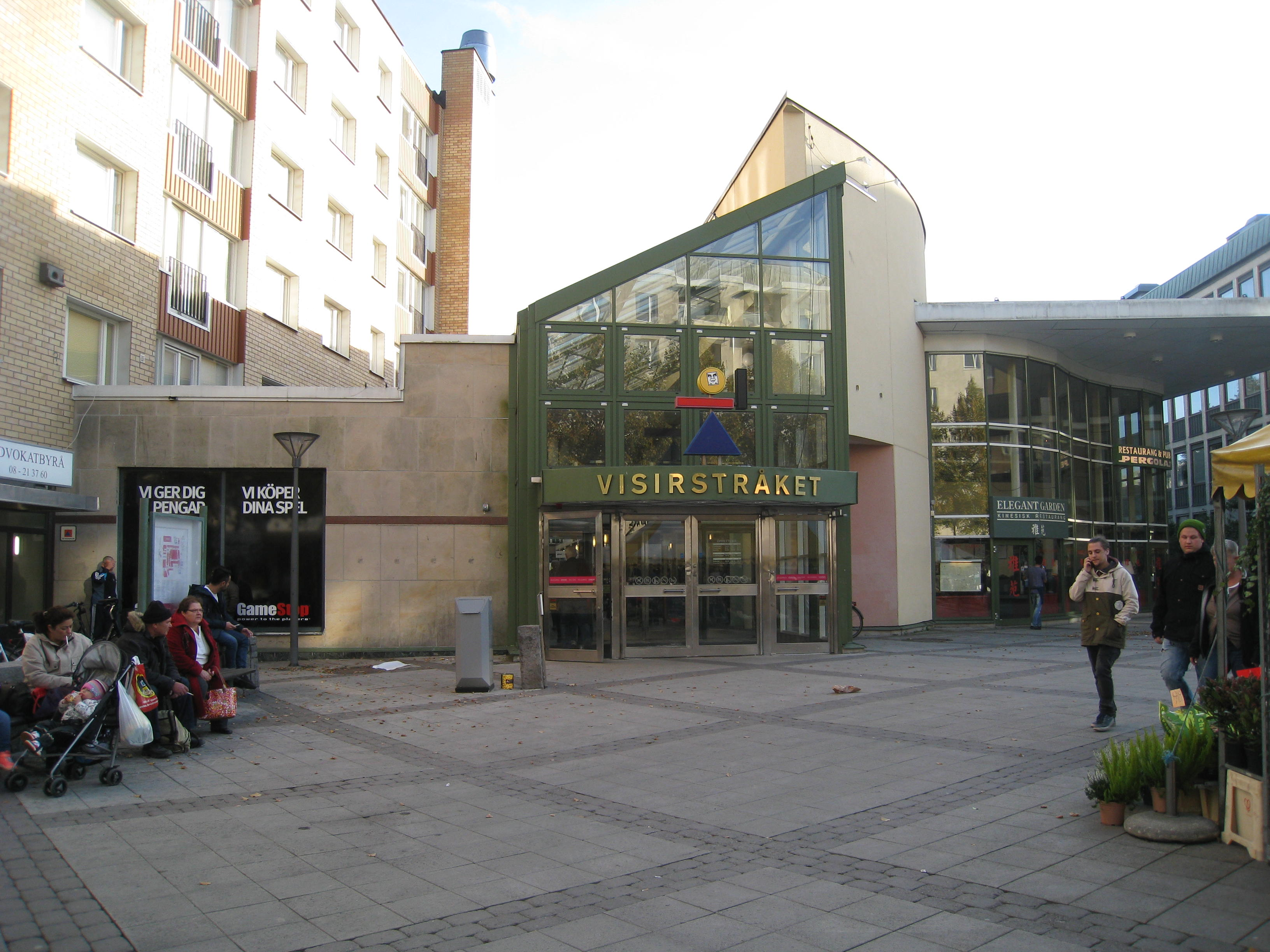
Köpcentret Jakobsbergsgallerian med entré till Visirstråket.

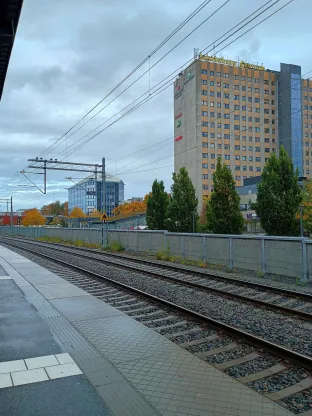
Jakobsbergs centrum, 2024.

Jakobsbergs centrum är ett stort köpcentrum i centrala Jakobsberg, invigt 1962 och renoverat i början av 1990-talet. Här finns över 100 butiker, biograf, bibliotek, restauranger med mera. Nära köpcentret ligger Jakobsbergs sjukhus och pendeltågsstationen. Jakobsberg centrum har påbörjat en förnyelse av gallerian. I Jakobsberg finns flera gymnasieskolor, komvux och Jakobsbergs folkhögskola.
Det stora torget i Jakobsbergs centrum har plats för torghandel och ibland för politiska möten. Jakobsbergs centrum är ett bilfritt centrum. Det är förbjudet att köra in i delar av centrum för allt utom varuleveranser och sjuktransporter. Järfällafåret är tillsammans med kvarnen de mest kända symbolerna för Järfälla kommun. I sitt kommunvapen har Järfälla kommun fåret som sin symbol. Här och var i Jakobsberg ställs dessa betongfår upp för att hindra trafik i Jakobsbergs centrum. 
I Jakobsbergs centrum ligger Jakobsbergskyrkan, som invigdes 1970. Församlingen bildades som en missionskrets 1925. Den anslöts senare till Svenska Missionsförbundet.
I anslutning till Jakobsbergs centrum ligger Riddarparken, som anlades 1995 efter ritningar av Ulf Nordfjell och Kerstin Fogelberg. Deras arbete belönades 1996 med Sienapriset.

## Befolkningsutveckling
| Befolkningsutvecklingen i Jakobsberg 1950–1970 | Befolkningsutvecklingen i Jakobsberg 1950–1970 | Befolkningsutvecklingen i Jakobsberg 1950–1970 | Befolkningsutvecklingen i Jakobsberg 1950–1970 | Befolkningsutvecklingen i Jakobsberg 1950–1970 |
| ---------------------------------------------- | ---------------------------------------------- | ---------------------------------------------- | ---------------------------------------------- | ---------------------------------------------- |
|                                                |                                                |                                                |                                                |                                                |
| År                                             |                                                |                                                | Folkmängd                                      | Areal (ha)                                     |
| 1950                                           | 1950                                           |                                                | 2 334                                          |                                                |
| 1960                                           | 1960                                           |                                                | 8 479                                          | 497                                            |
| 1965                                           | 1965                                           |                                                | 19 120                                         | 538                                            |
| Anm.: Sammanvuxen med Stockholm 1970           |                                                |                                                |                                                |                                                |